# ديفيدسون بيري
ديفيدسون بيري (بالإنجليزية: Davidson Berry)‏ (27 مايو 1875 بغلاسكو في المملكة المتحدة - ) هو لاعب كرة قدم بريطاني (وحمل سابقاً جنسية المملكة المتحدة لبريطانيا العظمى وأيرلندا) في مركز مهاجم داخلي. شارك مع منتخب اسكتلندا لكرة القدم. أما مع النوادي، فقد لعب مع نادي كوينز بارك.

## وصلات خارجية
- ديفيدسون بيري على موقع الاتحاد الإسكتلندي (الإنجليزية)
- ديفيدسون بيري على موقع قاعدة بيانات كرة القدم.إي يو (الإنجليزية)